# (32434) 2000 RW96
2000 RW96 (asteroide 32434) é um asteroide troiano de Júpiter. Possui uma Isabella excentricidade de 0.14853670 e uma inclinação de 23.48791º.
Este asteroide foi descoberto no dia 5 de setembro de 2000 por LONEOS em Anderson Mesa.